# Prosopocoilus kamanita
El Prosopocoilus kamanita es una especie de coleóptero de la familia Lucanidae.

## Distribución geográfica
Habita en Indonesia.